# Tanja Ostojić
Tanja Ostojić cyr. Тања Остојић (ur. 19 sierpnia 1972 w Užicach) – serbska artystka performatywna.

## Życiorys
Studiowała na Uniwersytecie Sztuk w Belgradzie, studia ukończyła w 1998 uzyskaniem dyplomu magistra. Naukę kontynuowała w École Régionale des Beaux-Arts w Nantes (1998-1999) i w berlińskim Uniwersytecie Sztuk (2012-2014). Należy do grona artystek uprawiających zaangażowaną politycznie sztukę feministyczną w przestrzeni publicznej. Założyła dwie międzynarodowe grupy artystyczne: XPONA i Art&Economics Group.
W 2001 zaprezentowała swoją twórczość na 49. Biennale w Wenecji (2001), występowała także w Instytucie Sztuki Współczesnej ICA w Londynie (1999), w Ludwig Museum w Budapeszcie, a także w Muzeum Sztuki Współczesnej w Belgradzie. Do najbardziej znanych dzieł artystki należy praca z 2004 After Courbet, L´origine du monde, nawiązująca do skandalizującego dzieła Pochodzenie świata Gustave Courbeta, przy czym w dziele Ostojić łono kobiety zakrywa bielizna z flagą Unii Europejskiej. Brytyjski The Guardian zaliczył projekt Looking for a Husband with EU Passport do 25 najciekawszych projektów artystycznych XXI wieku.
W latach 2011-2017 powstał Leksykon Tanji Ostojić – długoterminowy projekt partycypacyjny, w ramach którego artystka współpracowała z grupą 30 kobiet należących do różnych grup narodowościowych i w różnym wieku, które łączy doświadczenie migracji i fakt, że one same lub ich rodzice pochodzili z terytorium dawnego SFRJ. Badania socjologiczne nad tą grupą pozwoliły artystce udokumentować przebieg migracji, a także kwestie dostępu do edukacji, kwestie zatrudnienia i warunków życia kobiet biorących udział w projekcie.
Artystka mieszka w Belgradzie i w Berlinie.